# Nicki Minaj
Onika Tanya Maraj (n. 8 decembrie 1982, Port of Spain, Trinidad și Tobago), cunoscută după numele de scenă Nicki Minaj, este o cântăreață, rapperiță, compozitoare și actriță americană originară din Trinidad și Tobago. Supranumită „regina muzicii rap”, Minaj a debutat în anul 2007 cu mai multe mixtape-uri. Încă de mică a iubit actoria și muzica, a cântat la clarinet și a jucat în mai multe piese de teatru, unde a și câștigat. În anul 2010 lansează primul său album numit Pink Friday, care a numit-o noua regină a muzicii hip-hop/rap. Discul s-a bucurat de succes critic și comercial, iar unele publicații aveau să o numească pe Minaj „Noua regină a muzicii hip-hop”.

## Biografie
Numele real al vedetei Nicki Minaj este Onika Tanya Maraj, născută pe data de 8 decembrie 1982, odată cu lansarea primului său album de studio numit Pink Friday. Discul s-a bucurat de succes critic și comercial, iar unele publicații aveau să o numească pe Minaj „Noua regină a muzicii hip-hop.

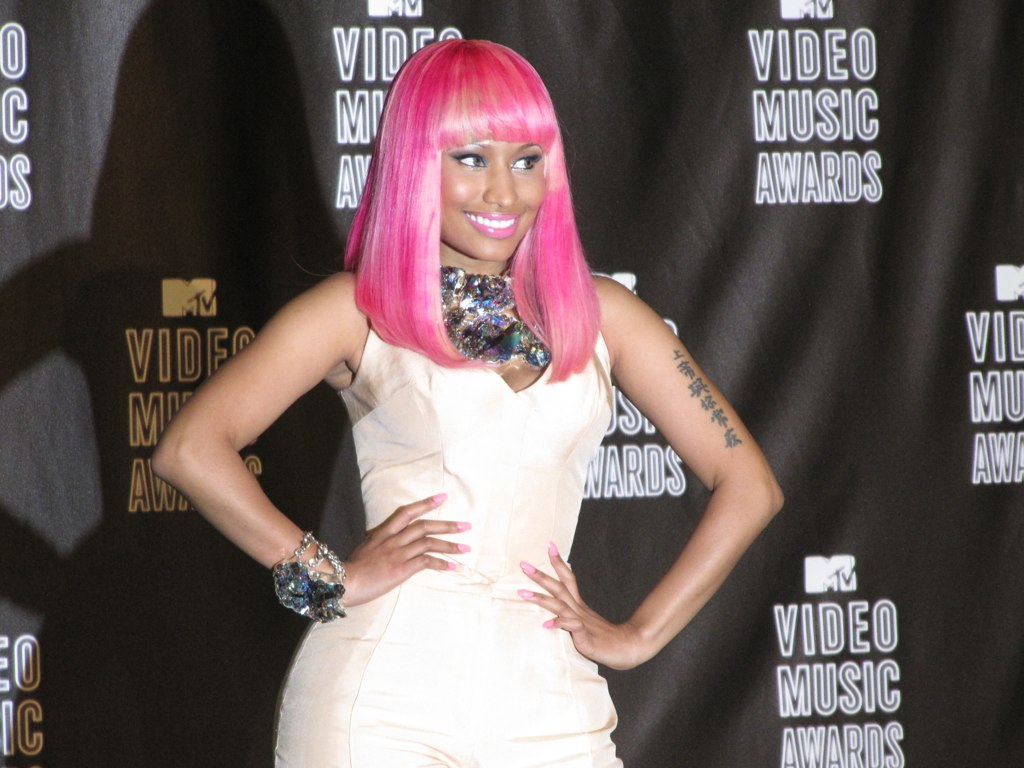
Nicki Minaj la VMAs în 2010

Nicki Minaj a participat încă din anul 2010 la VMA, MTV MUSIC AWARDS, AMA și premiile BET AWARDS. În anul 2012, Nicki a fost nominalizată și la premiile Grammy, unde a făcut furori și a stârnit multe controverse cu melodia Roman Holiday. Nicki a apărut într-un costum roșu Versace, o pelerină cu glugă la brațul unui preot. În momentul melodiei a avut loc o exorcizare, iar Nicki a levitat. Cu toate acestea, artista nu a fost foarte apreciată, fiind întrebată într-un interviu despre prestația pe care a ținut-o, iar ea a spus că este o foarte bună actriță, reușind astfel să își promoveze muzica.
Nicki Minaj a povestit într-un interviu că tatăl o bătea pe mama ei, în cele din urmă incendiind casa în care locuiau. Nicki a vrut să-și omoare tatăl pe vremea când era încă un copil, deoarece nu mai suporta bătăile pe care mama ei le primea și faptul că tatăl venea acasă băut și drogat, purtându-se agresiv cu cele două. Părinții s-au despărțit, iar acela a fost momentul în care Minaj a decis că trebuie să schimbe ceva în viața ei. A lucrat în mai multe locuri de acolo, ca barman, ca ospătar, dar în cele din urmă s-a apucat de rap, fiind descoperită pe MySpace de către un impresar. După această perioadă a urmat o colaborare cu rapperul Lil Wayne, care are o casă de discuri, moment ce a lansat-o în cariera solo.
Minaj și-a lansat o linie de cosmetice M.A.C, precum și un parfum Pink Friday personalizat în stilul artistei. De curând a scos piesă după piesă cu numeroși artiști cunoscuți, lansând astfel și o linie vestimentară. Tot în anul 2013, Nicki Minaj a promovat o băutură răcoritoare, fiind în cele din urmă vedeta care apare în multe reclame TV, ca de exemplu: Adidas, Pepsi și Myx Moscato.

## Discografie
Albume de studio
- Pink Friday (2010)
- Pink Friday: Roman Reloaded (2012)
- The Pink Print (2014)
- Queen (2018)
- Beem Me Up Scotty (2021)
- Queen Radio (Volume 1) (2022)
- Pink Friday 2 (2023)

## Filmografie
- Ice Age: Continental Drift (2012)
- The Other Woman (2014)
- Steven Universe (2014)[38]
- ‘’Barbershop: The Next Cut’’ (2016)[39]

## Turnee
În deschidere
- Lil Wayne – America's Most Wanted Tour (2009)
- Lil Wayne – I Am Music II Tour (2011)[40]
- Britney Spears – Femme Fatale Tour (2011)

Headlining
- Pink Friday Tour (2012)
- Pink Friday: Reloaded Tour (2012)
- The Pinkprint Tour (2015)
- The NickiWrld tour (2019)
- Pink Friday 2 World Tour (2024)